# Redução de Guyan
Em mecânica computacional, a redução de Guyan, também conhecida como condensação estática, é um método de redução de dimensionalidade que reduz o número de graus de liberdade ao expressar os graus de liberdade livres de carregamento em função dos graus de liberdade associados à aplicação de cargas.
O método foi inicialmente proposto por Robert J. Guyan em 1964.

## Conceito básico
A equação de equilíbrio estático pode ser expressa da seguinte forma:
{\displaystyle \mathbf {K} \mathbf {d} =\mathbf {f} }
onde {\displaystyle \mathbf {K} } representa a matriz de rigidez, {\displaystyle \mathbf {f} } o vector de forças nodais equivalentes, e {\displaystyle \mathbf {d} } o vector de graus de liberdade do problema de equilíbrio estático. 
Ao particionar o sistema de equações em relação aos graus de liberdade sujeitos a carregamento (mestres) e livres de carregamento (escravo), a equação matricial de equilíbrio estático pode ser expressa da seguinte forma:
{\displaystyle {\begin{bmatrix}\mathbf {K} _{mm}&\mathbf {K} _{ms}\\\mathbf {K} _{sm}&\mathbf {K} _{ss}\end{bmatrix}}{\begin{Bmatrix}\mathbf {d} _{m}\\\mathbf {d} _{s}\end{Bmatrix}}={\begin{Bmatrix}\mathbf {f} _{m}\\\mathbf {0} \end{Bmatrix}}}
onde {\displaystyle \mathbf {0} } representa o vector zero.
Focando na partição inferior do sistema de equações lineares, os graus de liberdade dependentes (escravos) podem ser expressos em função dos graus de liberdade dependentes através da seguinte equação:
{\displaystyle \mathbf {K} _{sm}\mathbf {d} _{m}+\mathbf {K} _{ss}\mathbf {d} _{s}=\mathbf {0} }
Ao resolver a equação em ordem aos graus de liberdade dependentes chega-se à seguinte relação de dependência:
{\displaystyle \mathbf {d} _{s}=-\mathbf {K} _{ss}^{-1}\mathbf {K} _{sm}\mathbf {d} _{m}}
Substituindo a relação de dependência na parte superior da equação matricial de equilíbrio estático, o problema é condensado através da eliminação dos graus de liberdade dependentes. 
Desta condensação resulta o seguinte sistema de equações lineares:
{\displaystyle \left(\mathbf {K} _{mm}-\mathbf {K} _{ms}\mathbf {K} _{ss}^{-1}\mathbf {K} _{sm}\right)\mathbf {d} _{m}=\mathbf {f} }
O sistema de equações lineares expresso acima é equivalente ao problema original, mas expresso apenas em termos dos graus de liberdade mestre.
Consequentemente, o método de redução de Guyan permite reduzir o sistema de equações original através da condensação dos graus de liberdade dependentes.

## Transformação linear
A redução de Guyan pode também ser expressa como uma mudança de base que produz uma representação de baixa dimensionalidade do espaço original, expressa apenas através dos graus de liberdade independentes.
A transformação linear que representa o espaço reduzido na base do espaço original é expressa como:
{\displaystyle {\begin{Bmatrix}\mathbf {d} _{m}\\\mathbf {d} _{s}\end{Bmatrix}}={\begin{bmatrix}\mathbf {I} \\-\mathbf {K} _{ss}^{-1}\mathbf {K} _{sm}\end{bmatrix}}{\begin{Bmatrix}\mathbf {d} _{m}\end{Bmatrix}}={\begin{Bmatrix}\mathbf {T} _{G}\end{Bmatrix}}{\begin{Bmatrix}\mathbf {d} _{m}\end{Bmatrix}}}
onde {\displaystyle \mathbf {T} _{G}} representa a matriz de transformação da redução de Guyan.
Consequentemente, o problema reduzido passa a ser expresso da seguinte forma:
{\displaystyle \mathbf {K} _{G}\mathbf {d} _{m}=\mathbf {f} _{m}}
Nesta equação matricial, {\displaystyle \mathbf {K} _{G}} representa o sistema de equações lineares reduzido que é obtido através da aplicação da transformação de redução de Guyan ao sistema original.  
O sistema reduzido é então expresso da seguinte forma:
{\displaystyle \mathbf {K} _{G}=\mathbf {T} _{G}^{T}\mathbf {K} \mathbf {T} _{g}}